# Kuhlmoor und Tiefenmoor
Das Kuhlmoor und Tiefenmoor ist ein Naturschutzgebiet in der Gemeinde Hagen im Bremischen im Landkreis Cuxhaven.

## Allgemeines
Das Naturschutzgebiet mit dem Kennzeichen NSG LÜ 292 ist rund 46 Hektar groß. Es ist nahezu deckungsgleich mit dem FFH-Gebiet „Kuhlmoor, Tiefenmoor“. Das Gebiet steht seit dem 24. August 2012 unter Naturschutz. Zuständige untere Naturschutzbehörde ist der Landkreis Cuxhaven.

## Beschreibung
Das Naturschutzgebiet liegt südwestlich von Lehnstedt im Übergangsbereich der Wesermarsch zur Hagen-Bokeler-Geest. Es grenzt im Osten an die Bundesautobahn 27 und stellt einen mehr oder weniger stark entwässerten Niedermoorbereich unter Schutz.
Das Schutzgebiet wird von Birken- und Kiefernwald geprägt, in den Lichtungen mit Feuchtgebüschen, Röhrichten und nährstoffarmen Sümpfen eingestreut sind. Auf den zur Geest hin ansteigenden Flächen stocken überwiegend Nadelwäldern mit einem hohen Kiefernanteil. Stellenweise sind Flächen zu Grünland kultiviert worden. Das Moorgebiet soll durch Wiedervernässung renaturiert werden.